# 阿德里安·考德威尔
阿德里安·伯纳德·考德威尔（英語：Adrian Bernard Caldwell，1966年7月4日—），美国NBA联盟前职业篮球运动员。